# Cerro Colorado (Flores)
Cerro Colorado ist eine Ortschaft in Uruguay.

## Geographie
Sie befindet sich auf dem Gebiet des Departamento Flores in dessen Sektor 5. La Casilla liegt ostsüdöstlich von La Casilla und südsüdöstlich der Departamento-Hauptstadt Trinidad. Nordnordöstlich ist zudem Juan José Castro gelegen.

## Infrastruktur

### Kultur
In Cerro Colorado findet regelmäßig die Expo Cerro Colorado statt. Diese Veranstaltung wurde 2009 zum achten Mal ausgerichtet.

### Verkehr
Durch Cerro Colorado führt die Ruta 3.

## Einwohner
Cerro Colorado hatte bei der Volkszählung im Jahre 2011 96 Einwohner, davon 48 männliche und 48 weibliche.
| Jahr | Einwohner |
| ---- | --------- |
| 1996 | -         |
| 2004 | 99        |
| 2011 | 96        |

Quelle: Instituto Nacional de Estadística de Uruguay

## Sonstiges
Im Jahr 2010 wurde von einer Initiative zur Umbenennung des Ortes auf den Namen des am 9. Februar 2008 verstorbenen Politikers Beltrán Castaingdebat berichtet. Die Familie Castaingdebat-Colombo stellte ursprünglich auch die Ländereien zur Verfügung, auf denen die Ortschaft errichtet wurde.